# Leperditia
Leperditia is een monotypisch geslacht van uitgestorven ostracoden, dat leefde van het Vroeg-Siluur tot het Laat-Devoon. 

## Beschrijving
Dit een centimeter lange mosselkreeftje kenmerkt zich door zijn grote, langwerpige schaal met een rechte, korte slotrand. De beide kleppen waren ongelijk.